# South Hobart
South Hobart – dzielnica miasta Hobart, położona w City of Hobart. Zlokalizowany jest tu najstarszy zakład browarowy w Australii Cascade Brewery. Przebiegają tutaj dwie autostrady Huon i Southern Outlet.